# Wabeno
Wabeno ist eine Siedlung auf gemeindefreiem Gebiet im Forest County im US-amerikanischen Bundesstaat Wisconsin. Zu statistischen Zwecken ist der Ort zu einem Census-designated place (CDP) zusammengefasst worden. Im Jahr 2010 hatte Wabeno 575 Einwohner.

## Geografie
Wabeno liegt im Nordosten Wisconsins, rund 60 km südlich der Grenze zu Michigan. Die geografischen Koordinaten von Wabeno sind 45°26′19″ nördlicher Breite und 88°39′37″ westlicher Länge. Das Ortsgebiet erstreckt sich über eine Fläche von 6,27 km² und bildet das Zentrum der Town of Wabeno.
Benachbarte Orte von Wabeno sind Laona (14,8 km nördlich), Blackwell (11,5 km nordnordöstlich), Soperton (an der östlichen Ortsgrenze), Carter (7,2 km südsüdöstlich) und Woodlawn (16,8 km westlich).
Die nächstgelegenen größeren Städte sind Sault Ste. Marie in der kanadischen Provinz Ontario (451 km ostnordöstlich, gegenüber von Sault Ste. Marie, Michigan), Green Bay am  Michigansee (141 km südsüdöstlich), Wisconsins größte Stadt Milwaukee (317 km in der gleichen Richtung), Wisconsins Hauptstadt Madison (313 km südsüdwestlich), Wausau (120 km südwestlich), die Twin Cities in Minnesota (412 km westsüdwestlich) und Duluth am Oberen See in Minnesota (376 km nordwestlich).

## Verkehr
Der Wisconsin State Highway 32 führt als Hauptstraße durch Wabena. Am Westrand des Ortes mündet der Wisconsin State Highway 52 an dessen nordöstlichen Endpunkt in den WIS 32 ein. Alle weiteren Straßen sind untergeordnete Landstraßen, teils unbefestigte Fahrwege oder innerörtliche Verbindungsstraßen.
Die nächsten Regionalflughäfen sind der Rhinelander–Oneida County Airport (78,1 km westnordwestlich), der Central Wisconsin Airport bei Wausau (143 km südwestlich) und der Austin Straubel International Airport in Green Bay (135 km südsüdöstlich).

## Bevölkerung
Nach der Volkszählung im Jahr 2010 lebten in Wabeno 575 Menschen in 242 Haushalten. Die Bevölkerungsdichte betrug 91,7 Einwohner pro Quadratkilometer. In den 242 Haushalten lebten statistisch je 2,38 Personen. 
Ethnisch betrachtet setzte sich die Bevölkerung zusammen aus 84,9 Prozent Weißen, 9,2 Prozent amerikanischen Ureinwohnern, 0,2 Prozent Polynesiern sowie 1,4 Prozent aus anderen ethnischen Gruppen; 4,3 Prozent stammten von zwei oder mehr Ethnien ab. Unabhängig von der ethnischen Zugehörigkeit waren 1,9 Prozent der Bevölkerung spanischer oder lateinamerikanischer Abstammung. 
22,8 Prozent der Bevölkerung waren unter 18 Jahre alt, 59,1 Prozent waren zwischen 18 und 64 und 18,1 Prozent waren 65 Jahre oder älter. 53,7 Prozent der Bevölkerung war weiblich.
Das mittlere jährliche Einkommen eines Haushalts lag bei 40.804 USD. Das Pro-Kopf-Einkommen betrug 14.506 USD. 25,1 Prozent der Einwohner lebten unterhalb der Armutsgrenze.